# XLink
XLink, XML Linking Language – specyfikacja W3C służąca do tworzenia łączy URI (w tym hiperłączy) w dokumentach XML. XLinka używa się nie tylko do tworzenia odnośników, ale również łączenia dokumentu z innym. Umożliwia wstawianie do dokumentów XML elementów tworzących i opisujących łącza między zasobami.

## Prosty fragment dokumentu XML korzystającego z XLink
```
<znacznik
 
xmlns:xlink=
"http://www.w3.org/1999/xlink"

xlink:type=
"simple"

xlink:show=
"replace"

xlink:href=
"http://www.przyklad.pl/przyklad.xml"
>

To
 
jest
 
bardzo
 
prosty
 
odnośnik

</znacznik>

```

```
<a
 
href=
"http://www.przyklad.pl/przyklad.xml"
>
To
 
jest
 
bardzo
 
prosty
 
odnośnik
</a>

```